# Sam Butera
Sam Butera (Nova Orleans, 1927 – Las Vegas, 3 de juny de 2009) cantant i saxofonista nord-americà. El seu estil fou transgressor per l'època i es va dir d'ell que produïa l'«espectacle més salvatge de la ciutat». Quan tenia 18 anys, va ser nomenat un dels millors músics adolescents dels Estats Units en un concurs al Carnegie Hall de la ciutat de Nova York. Va ser portat a Las Vegas el 1954 per Louis Prima i Keely Smith. Molts enregistraments coneguts de Sam Butera & The Witnesses daten d'aquest període. Sam Butera també va treballar amb Frank Sinatra i Sammy Davis Jr.